# Goduša (Czarnogóra)
Goduša (cyr. Годуша) – wieś w Czarnogórze, w gminie Bijelo Polje. W 2011 roku liczyła 359 mieszkańców.